# Arne Kjörnsberg
Karl Arne Kjörnsberg, född 12 januari 1936 i Borås församling,  död 14 mars 2023 i Borås, var en svensk politiker (socialdemokrat). Han var ordinarie riksdagsledamot 1985–2006, invald för Västra Götalands läns södra valkrets (tidigare under valkretsnamnet Älvsborgs läns södra), ordförande i skatteutskottet 1998–2004 och i finansutskottet 2004–2006.

## Biografi
Kjörnsberg är född och uppvuxen i Borås där han också fick sitt första politiska uppdrag 1966 som ledamot i taxeringsnämnden.
Kjörnsberg kom att bli en av Socialdemokraternas främsta företrädare i riksdagen under sin mandatperiod 1985–2006. Han var bland annat ordförande i skatteutskottet 1998 till 2004 samt ordförande i finansutskottet mellan 2004 och 2006.
Kjörnsberg utsågs till ledare för den moral- och etikgrupp inom som tillsattes 1996 för att "ta sig an frikostiga fallskärmar, etik och moral". Gruppen redovisade 1997 en rapport med kungsorden "öppenhet, tydlighet, rimlighet" där man gav synpunkter på bland annat chefslöner och fallskärmsavtal, och hävdade att "den offentliga sektorn har övertagit vanor och avarter från den miljö som näringslivet och direktörer rör sig i". Kjörnsberg kom vid flera tillfällen att ge synpunkter på vad han betraktade som otillbörliga förmåner bland politiker.